# Leroliça
Leroliça (Lerolisa, Lerolissa, Lerolica) ist eine osttimoresische Aldeia im Suco Acumau (Verwaltungsamt Remexio, Gemeinde Aileu). 2015 lebten in der Aldeia 800 Menschen.

## Geographie und Einrichtungen

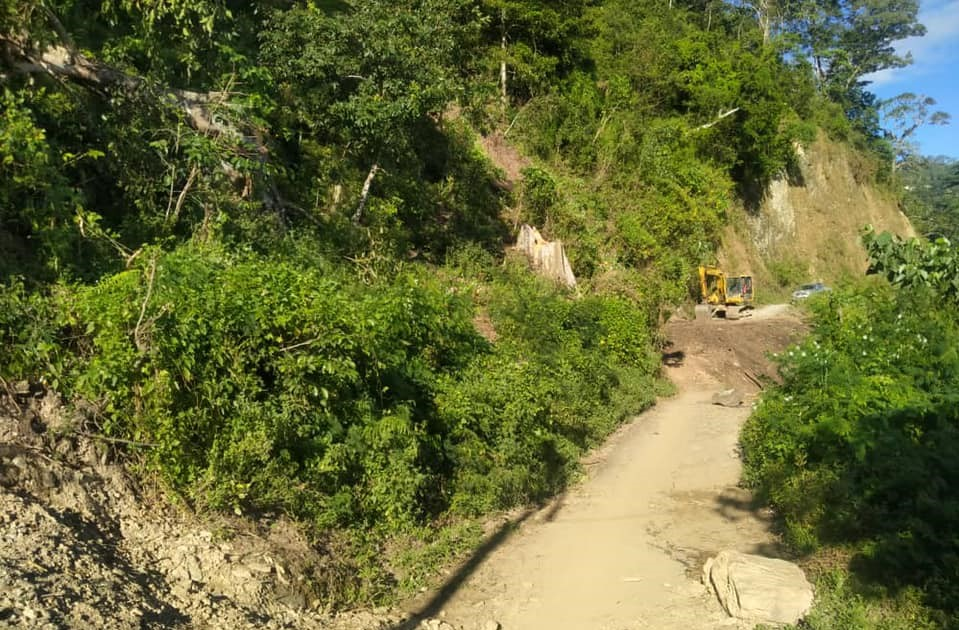
In Leroliça

Die Aldeia Leroliça liegt im Südwesten des Sucos Acumau. Nördlich befindet sich die Aldeia Fatumanaro und östlich die Aldeia Aimerahun. Im Süden grenzt Leroliça an den Suco Fahisoi, im Südwesten an den Suco Aissirimou (Verwaltungsamt Aileu), im Westen an den Suco Talitu (Verwaltungsamt Laulara) und im Nordwesten an den Suco Camea, der zum Verwaltungsamt Cristo Rei (Gemeinde Dili) gehört. Entlang der Südgrenze fließt der Fluss Bauduen, der zum System des  Nördlichen Laclós gehört. Die östlichen Quellen des Quiks befinden sich in Leroliça. Der Fluss führt aber nur in der Regenzeit Wasser.
Durch den Westen Leroliças führt die Überlandstraße von der Landeshauptstadt Dili zur Gemeindehauptstadt Aileu. Von ihr zweigt eine Straße nach Osten ab, die nach Remexio, dem Hauptort des Sucos und Verwaltungsamtes in Aimerahun geht. Um die Straßen herum gruppieren sich die Häuser des Dorfes Leroliça. Das Dorf verfügt über eine Grundschule.